# Giruliai

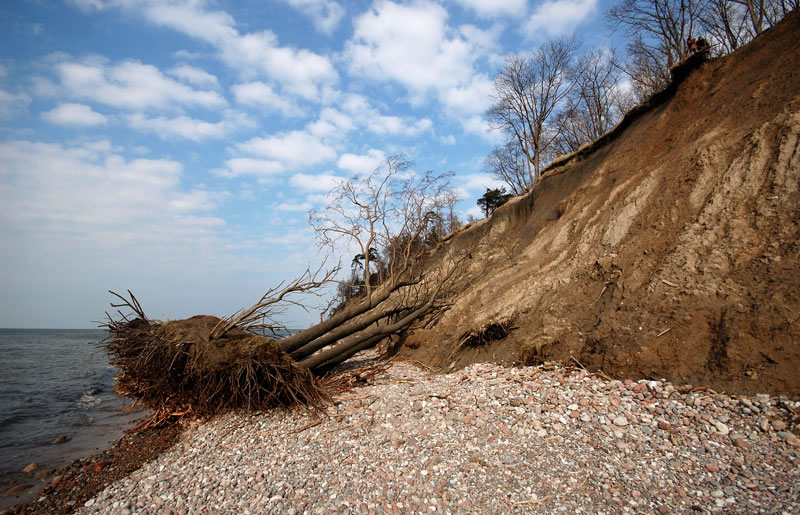
Olando kepurė: vývrat na břehu Baltského moře na sever od Giruliai

Giruliai je čtvrť města Klaipėdy (do roku 1975 samostatná obec), položená na sever od centra města, při břehu Baltského moře. Mořská pláž Giruliai je jedna z oblíbenějších mnoha klaipėdských pláží a to pro jemnější písek (velmi světlé barvy), více prostoru, poměrně klidnější a láká k romantickému návratu do města pěšky přes sousední pláže II. a I. Melnragė. Dále na sever je zajímavý přírodní úkaz s názvem "Holanďanova čepice". V Giruliajích je nádraží (sousední stanice: na jih Klaipėda, na sever Kalotė). Je zde mnoho táborů a dalších zařízení aktivního odpočinku v přírodě. Přes Giruliai vede cyklistická poznávací stezka a další výletní trasy (pěší, automobilem, vlakem). Obec ze všech stran obkružují lesy, je zde botanicko-zoologická přírodní rezervace. Na sever po II. světové válce zbyly objekty Němci postavené válečné obranné linie. V roce 2009 zde byl otevřen kemping. 

## Minulost
Nejprudší růst obec prodělala od roku 1923, kdy byl kraj připojen k Litvě. V roce 1939 byl Klaipėdský kraj připojen k III. říši. V roce 1946 byly Giruliai spolu s obcí Melnragė opět připojeny k Litvě. Od roku 1946 do roku 1975 byly Giruliai obec městského typu, potom byly připojeny ke Klaipėdě. V roce 1970 bylo v Giruliajích 719 obyvatel. 

## Původ názvu obce
Název je odvozen od litevského příjmení Girulis utvořením množného čísla. Němci si podle toho utvořili svérázný překladový název Försterei (Polesí).